# MFSB
MFSB （"Mother Father Sister Brother"を略したもの）はアメリカ合衆国のソウル・グループ。

## 来歴
1970年代に、ペンシルベニア州フィラデルフィアにあるシグマ・サウンド・スタジオで演奏していた多数のスタジオ・ミュージシャンからなるオーケストラ形態のバンドだった。中心メンバーにはアール・ヤングやノーマン・ハリスらがいた。代表曲であるTSOP（ザ・サウンド・オブ・フィラデルフィア）は、アメリカの人気TV番組「ソウル・トレイン」のテーマ曲に採用され、74年に大ヒットとなった。サルソウル・オーケストラやリッチー・ファミリーのメンバーも、MFSBのメンバーと重複している部分があった。グループは71年に結成され、85年に解散した。

## ディスコグラフィ
| 発売年 | アルバム (EP)名              |
| ------ | ---------------------------- |
| 1973   | MFSB                         |
| 1974   | T.S.O.P.                     |
| 1973   | Love Is the Message          |
| 1975   | Philadelphia Freedom         |
| 1975   | Sexy                         |
| 1975   | Universal Love               |
| 1975   | Zip                          |
| 1976   | Summertime                   |
| 1978   | MFSB & Gamble Huff Orchestra |
| 1978   | The End of Phase One         |
| 1980   | Mysteries of the World       |